# Sudniczeskaja Gora
Sudniczeskaja Gora (ros. Судническая Гора) – wieś w Rosji, w rejonie kiczmiengsko-gorodieckim obwodu wołogodzkiego. W 2010 r. liczyła 66 mieszkańców.